# Liste des monuments historiques de Cavaillon
Cet article recense les monuments historiques de Cavaillon, département de Vaucluse, en France.
| Monument                                                      | Adresse                                   | Coordonnées                      | Notice         | Protection | Date      | Illustration                                                 |
| ------------------------------------------------------------- | ----------------------------------------- | -------------------------------- | -------------- | ---------- | --------- | ------------------------------------------------------------ |
| Arc antique de Cavaillon                                      | Place du Clos                             | 43° 50′ 05″ nord, 5° 02′ 05″ est | « PA00082018 » | Classé     | 1840      | Arc antique de Cavaillon                                     |
| Mikvé de Cavaillon cour, escalier, maison                     | Rue Hébraïque                             | 43° 50′ 13″ nord, 5° 02′ 19″ est | « PA84000050 » | Classé     | 2007      | Image manquante Téléverser                                   |
| Cathédrale Notre-Dame-et-Saint-Véran de Cavaillon cloître     | Place Voltaire                            | 43° 50′ 10″ nord, 5° 02′ 11″ est | « PA00082019 » | Classé     | 1840 1862 | Cathédrale Notre-Dame-et-Saint-Véran de Cavailloncloître     |
| Chapelle Notre-Dame des Vignères                              |                                           | 43° 52′ 49″ nord, 5° 00′ 23″ est | « PA00082020 » | Classé     | 1982      | Chapelle Notre-Dame des Vignères                             |
| Chapelle Saint-Benoît de Cavaillon élévation                  | Grand Rue                                 | 43° 50′ 16″ nord, 5° 02′ 13″ est | « PA00082021 » | Inscrit    | 1948      | Chapelle Saint-Benoît de Cavaillonélévation                  |
| Ermitage Saint-Jacques de Cavaillon                           |                                           | 43° 50′ 16″ nord, 5° 01′ 53″ est | « PA00082022 » | Classé     | 1911      | Ermitage Saint-Jacques de Cavaillon                          |
| Hôpital de Cavaillon chapelle                                 | Place Jean Baptiste                       | 43° 50′ 20″ nord, 5° 02′ 16″ est | « PA00082023 » | Classé     | 1988      | Hôpital de Cavaillonchapelle                                 |
| Hôtel d'Agar jardin, cheminée, décor intérieur                | 58 rue Liffran                            | 43° 50′ 08″ nord, 5° 02′ 09″ est | « PA84000059 » | Inscrit    | 2011      | Hôtel d'Agarjardin, cheminée, décor intérieur                |
| Hôtel de Pérussis escalier, élévation, rampe d'appui, toiture | Place Philippe-de-Cabassole Rue Liffran   | 43° 50′ 08″ nord, 5° 02′ 11″ est | « PA00082024 » | Classé     | 1984      | Hôtel de Pérussisescalier, élévation, rampe d'appui, toiture |
| Immeuble café, devanture, élévation, toiture, décor intérieur | 42 et 54 place du Clos                    | 43° 50′ 06″ nord, 5° 02′ 09″ est | « PA00082221 » | Inscrit    | 1991      | Immeublecafé, devanture, élévation, toiture, décor intérieur |
| Maison canoniale de Cavaillon décor intérieur, oratoire       | 23 place aux Herbes 19 rue Raphaël-Michel | 43° 50′ 13″ nord, 5° 02′ 16″ est | « PA84000049 » | Inscrit    | 2007      | Maison canoniale de Cavaillondécor intérieur, oratoire       |
| Pont aqueduc de la Canaù                                      | Chemin des sables                         | 43° 51′ 26″ nord, 5° 02′ 15″ est | « PA84000056 » | Classé     | 2011      | Pont aqueduc de la Canaù                                     |
| Porte d'Avignon                                               | Place Jean Bastide Cours Ernest Renan     | 43° 50′ 11″ nord, 5° 02′ 26″ est | « PA00082025 » | Inscrit    | 1927      | Porte d'Avignon                                              |
| Synagogue de Cavaillon                                        | Rue Hébraïque,Cavaillon.                  | 43° 50′ 14″ nord, 5° 02′ 19″ est | « PA00082026 » | Classé     | 1924      | Synagogue de Cavaillon                                       |